# Минц
Минц или още Тек минц, Двоен минц (на немски: Мünze – монета) е народно название на австрийските златни монети, независимо с какъв номинал или от каква емисия. Названието произлиза от немската дума Мünze (монета). Много често на гърба на монетите е изобразяван герба с двуглавия орел. Те също влизат в категорията на тези монети, които сред народа са били наричани жълтици. 
Непосредствено след Освобождението на България от Османско господство, когато българският лев все още не е затвърдил позициите си като основна разменна единица, в обращение съвсем законно са били и руските рубли, турските меджидиета, австрийските минцове и френските франкове и сантими. Дори данъците са могли да бъдат плащани както в левове, така и в тези валути по курс, указан в специално приложена за целта таблица.
Някои от най-известните упоменавания на минц в българската литература
- По тая причина, за да ги заварди от наклонност към кражба, той [чорбаджи Марко] поверяваше на децата си ключа от ковчега с парите.
– Гого, иди отвори севлевия сандък и ми донеси кесията с минцовете!

— Иван Вазов, „Под игото“, част I, глава I – Гостът 
- Тук, най-вече между тия люде, Панту Кътърката търсеше свои привърженици и ученици за новото училище. Раздаваше им златни минцове, за да печели сърцата им.

— Димитър Талев, из „Илинден“
- Като разви кесията, той изтърси една купчинка със златни монети: и лири, и полуимпериали, и наполеони, и минцове, па се обърна към мене с една тържествено-официална поза…

— Михалаки Георгиев, из хумореската „Така се лъже човек“